# Josef Růžička
Josef Růžička (Praga, 17 marzo 1925 – Praga, 11 aprile 1986) è stato un lottatore cecoslovacco, specializzato nella lotta greco-romana.

## Palmarès

### Giochi olimpici
- Argento a Helsinki 1952 nei pesi massimi.